# ハウス・オブ・ゴッド
『ハウス・オブ・ゴッド』（House of God）は、デンマークのヘヴィメタル・バンド、キング・ダイアモンドが2000年に発表した9作目のスタジオ・アルバム。

## 背景
バンドの中心人物キング・ダイアモンドは、1998年6月から1999年秋にかけてマーシフル・フェイトとしてのツアーやレコーディングを優先しており、本作はキング・ダイアモンド名義では約2年半ぶりの新作となった。フランスのレンヌ＝ル＝シャトー（キリストの墓にまつわる伝説で知られる地域）を舞台としたコンセプト・アルバムだが、ストーリー自体はキング・ダイアモンドの創作である。主人公の男は、美しい狼に導かれて「ハウス・オブ・ゴッド」と呼ばれる教会に足を踏み入れ、その狼の正体は人間の少女で、男は彼女を「エンジェル」と呼び愛するが、彼女は悪魔に呪いをかけられており、男がその呪いを引き継いで、絶望にさいなまれた男はやがて「ハウス・オブ・ゴッド」に隠されたカタコンベの秘密を知る…という物語となっている。

## 反響・評価
スウェーデンでは2000年6月15日付のアルバム・チャートで60位を記録するが、翌週にはチャート圏外に落ちた。また、フィンランドではアルバム・チャート入りを逃す結果となった。
ジェイソン・アンダーソンはオールミュージックにおいて5点満点中2点を付け「歌詞に関しては、キング・ダイアモンドの過去の作品と同様に仰々しく、壮大で、馬鹿馬鹿しいとも言えるコンセプト・レコードとなっているが、『ゼム』や『アビゲイル』といった傑作とは違い、音楽面での真剣さに欠ける」と評している。ドム・ローソンは2020年、キング・ダイアモンドの全キャリア（マーシフル・フェイト名義の作品も含む）におけるアルバムのランキングで本作を19位に挙げ「キング・ダイアモンドのカタログ中でも知られざる傑作」と評している。

## 収録曲
特記なき楽曲はキング・ダイアモンド作。13.はインストゥルメンタル。
1. アポン・ザ・クロス - "Upon the Cross" – 1:45
2. トゥリーズ・ハヴ・アイズ - "The Trees Have Eyes" (King Diamond, Andy LaRocque) – 4:46
3. フォロー・ザ・ウルフ - "Follow the Wolf" – 4:27
4. ハウス・オブ・ゴッド - "House of God" (K. Diamond, A. LaRocque) – 5:36
5. ブラック・デヴィル - "Black Devil" – 4:28
6. パクト - "The Pact" (K. Diamond, A. LaRocque) – 4:10
7. グッドバイ - "Goodbye" – 1:59
8. ジャスト・ア・シャドウ - "Just a Shadow" – 4:36
9. ヘルプ!!! - "Help!!!" – 4:21
10. パッセージ・トゥ・ヘル - "Passage to Hell" – 1:59
11. カタコンベ - "Catacomb" (K. Diamond, A. LaRocque) – 5:01
12. ディス・プレイス・イズ・テリブル - "This Place Is Terrible" – 5:34
13. ピース・オブ・マインド - "Peace of Mind" (A. LaRocque) – 2:32

## 参加ミュージシャン
- キング・ダイアモンド - ボーカル、キーボード
- アンディ・ラ・ロック - ギター、キーボード
- グレン・ドローヴァー - ギター
- ポール・デヴィッド・ハーバー - ベース
- ジョン・ルーク・ヘバート - ドラムス

アディショナル・ミュージシャン
- コル・マーシャル - キーボード